# Vorderkiemerschnecken
Die Einteilung der Lebewesen in Systematiken ist kontinuierlicher Gegenstand der Forschung. So existieren neben- und nacheinander verschiedene systematische Klassifikationen. 
Das hier behandelte Taxon ist durch neue Forschungen obsolet geworden oder ist aus anderen Gründen nicht Teil der in der deutschsprachigen Wikipedia dargestellten Systematik.

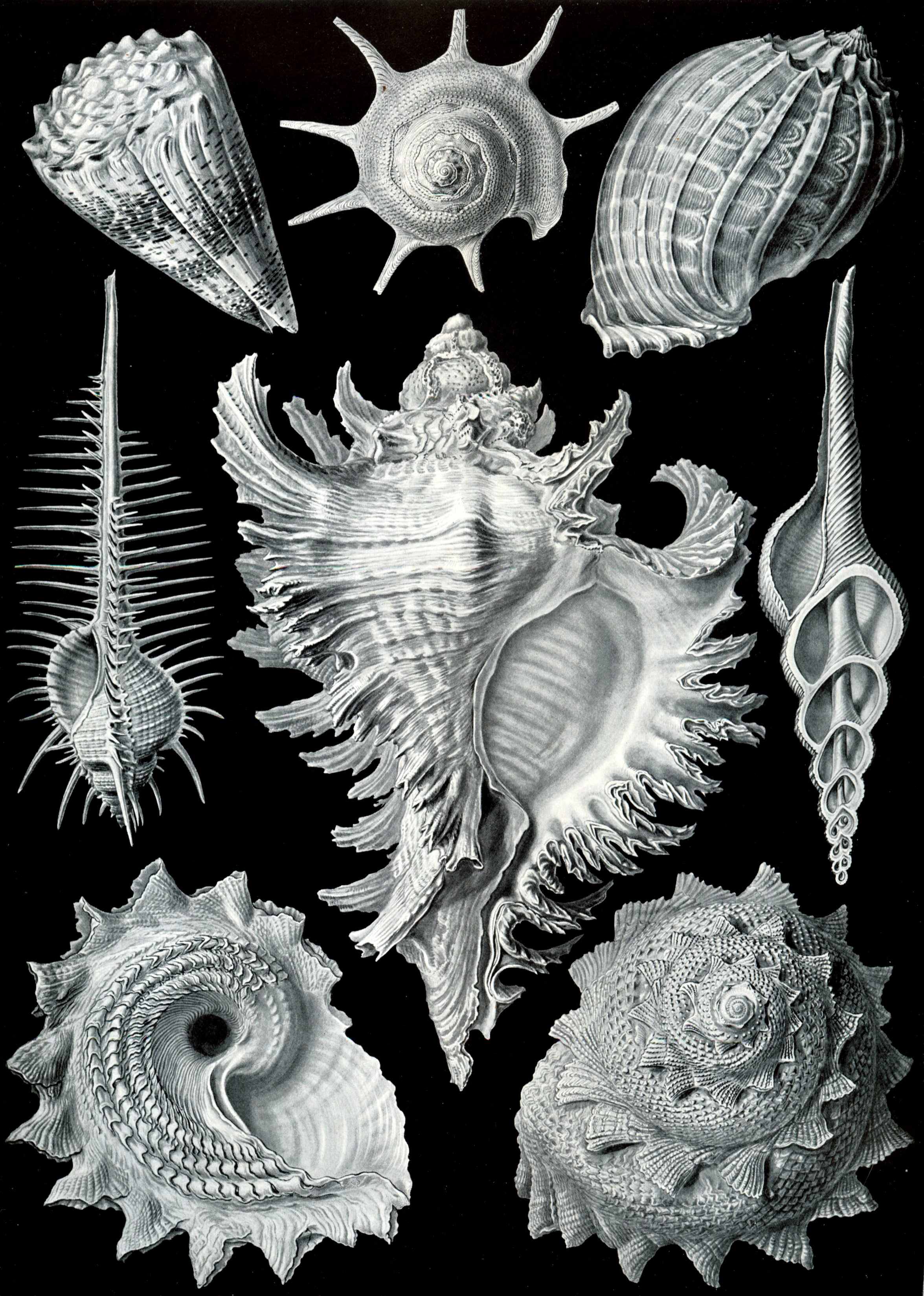
Bildtafel Prosobranchia aus Kunstformen der Natur von Ernst Haeckel (1904)

Vorderkiemerschnecken (Prosobranchia, Streptoneura) ist eine Unterklasse, die bis in die 1990er Jahre in der Taxonomie der Schnecken genutzt wurde. Sie entsprach einer morphologischen Einteilung der Schnecken nach Art der Atemorgane in Vorderkiemer, Hinterkiemer und Lungenschnecken. Das Taxon wird seit der Taxonomie von Ponder & Lindberg (1997) nicht mehr genutzt, da die Unterklasse sich als paraphyletisch herausstellte und modernen phylogenetischen Systematiken nicht mehr entspricht.

## Charakterisierung
Das Hauptkriterium für die Zugehörigkeit zu den Prosobranchia ist, dass die Kiemen vom Kopf aus gesehen vor dem Herzen liegen. Ein weiteres Merkmal ist das ursprüngliche Vorhandensein eines Gehäuses, das mit einem hornigen oder kalkigen Deckel (Operculum) verschlossen werden kann.
Es gibt unter diesen Schnecken im Meer lebende Arten, Süßwasserschnecken und einige auf dem Land lebende Vertreter.

## Etymologie
Prosobranchia „Vorderkiemer“ kann aus dem Altgriechischen abgeleitet werden: πρωρ- „vorder-“, βράγχιον (ngr. βράγχιο) „Kieme“ (vgl. βραχίων „Arm“, „Abzweig“). Prosobranchia bedeutet wörtlich also „vordere (vorn liegende) Kiemen“.
Streptoneura „Verdrehtnervige“ kann aus dem Altgriechischen abgeleitet werden: στρεπτός (auch στρεβλός) „verdreht“, „gewunden“, von στρέφω (auch στρεβλόω) „drehen“, „winden“; νεῦρον „Sehne“, „(feiner) Faden“, „Nerv“ (daher auch Neuron und als Kognat ngr. νεύρο „Nerv“). Streptoneura bedeutet wörtlich also „verdrehte/gewundene Nerven“. Euthyneura „Geradnervige“ – der Name der Hinterkiemer und Lungenschnecken – leitet sich dagegen vom Adjektiv ευθύς „gerade“ ab, bedeutet also wörtlich „gerade Nerven“.

## Entwicklung des Taxons
Systematiken. 
Klassifizierungen von Lebewesen und Systematiken treten seit dem 17., 18. Jahrhundert auf. Ihnen wohnt der Wunsch inne, die Tiere nach Merkmalen und Abstammung zu kategorisieren. Lange Zeit wurden morphologische Systematiken verwandt, die sich am funktionalen Aufbau der Tiere orientieren und auch mit einfachen Mitteln zu realisieren sind. Bei diesen wird Abstammungsnähe aus Ähnlichkeit im Aufbau geschlossen. Dieser Ansatz ist im großen Maßstab (z. B. bei der Unterscheidung von Forelle, Schildkröte, Giraffe) vertretbar, da evolutionäre Entwicklungen über lange Zeiträume gehen und ein Gedächtnis haben (z. B. wird sich aus einer Leopardenleber keine Kaimanleber entwickeln). Er kann aber bei der Feinbestimmung versagen (z. B. ist der Asiatische Elefant näher mit dem ausgestorbenen Maltesischen Zwergelefant verwandt als mit dem Afrikanischen Elefant). Mit modernen Methoden der Gentechnik haben Biologen jedoch technische Mittel in der Hand, Verwandtschaftsbeziehungen genauer herauszuarbeiten. Eine genaue Abstammung ist aber nicht nur für sich genommen interessant, sondern erlaubt es auch, den Einfluss von Änderungen der Umgebung auf Entwicklungen herauszuarbeiten.
Klassische Ansätze. 
Die Einteilung 
- Klasse      Gastropoda
  - Unterklasse Prosobranchia
  - Unterklasse Opisthobranchia
  - Unterklasse Pulmonata

geht auf H. Milnes Edwards (1848) zurück. Das dominante Kriterium ist hier die Art der Atemorgane 
der Schnecke. Bei den rezenten (heutigen) Arten der Prosobranchia fand in der Evolution eine Rechtstorsion des Hinterleibs um 180° in Richtung Kopf statt. Dadurch hat sich, vom Kopf aus gesehen, die Position der inneren Organe verändert, liegen insbesondere die inneren Kiemen vor dem Herzen. Bei den Arten der Opisthobranchia fand in der Evolution eine Korrektur der Rechtstorsion durch eine Detorsion des Hinterleibs um −90° statt. Dadurch liegen die inneren Organe der Hinterkiemer so, dass ihre Kiemen vom Kopf aus gesehen wieder hinter dem Herzen befinden. Die Pulmonata, die den Rest der Schnecken abdecken, haben nun keine Kiemen mehr, sondern im Verlauf der Evolution und Landnahme bildeten sich in ihrer Mantelhöhle die Kiemen zu Lungen um.
Mit der Systematik von J. Thiele (1929–1935)
wurde diese Einteilung zu
- Klasse      Gastropoda
  - Unterklasse Prosobranchia/Streptoneura
  - Gruppe      Euthyneura
    - Unterklasse Opisthobranchia
    - Unterklasse Pulmonata

verfeinert. 
Der Hintergrund hierfür ist, dass sich bei mit der Rechtstorsion um 180° die paarigen Strangnerven kreuzten, und dass die Kreuzung bei der Detorsion wieder aufgehoben wurde. Insofern bietet die morphologische Eigenschaft gekreuzte Nervenbahnenein Kriterium, die Schnecken in die Gruppen der Streptoneura und Euthyneura zu teilen. Lagert man als Sekundärkriterium noch die Art der Atemorgane nach, ergibt sich obige Dreiteilung; die Unterklasse Prosobranchia und die Gruppe Streptoneura überlappen sich.
Moderne Ansätze.
Mit modernen phylogenetischen Analysen zeigten nun Ponder & Lindberg in den 1990er, dass die Prosobranchia eine paraphyletische Unterklasse ist. D. h. im taxometrischen Unterbaum der Arten der Prosobranchia treten Arten auf, die nicht der gleichen Abstammungslinie entstammen. Da das aber einem Primärziel von Systematiken widerspricht, wurde eine neue Systematik notwendig. 
Diese wurde von Ponder & Lindberg (1996) mit der Einteilung der Schnecken in zwei Unterklassen geliefert:
- Klasse      Gastropoda
  - Unterklasse Eogastropoda
  - Unterklasse Orthogastropoda

Die Eogastropoda ("frühe Schnecken") enthielten die entwicklungsgeschichtlich älteren Schneckenmodelle in den Überfamilien Euomphalida (de Koninck, 1881) und Patellogastropoda (Echte Napfschnecken, Lindberg, 1986). Die Unterklasse Prosobranchia wurde dann sauber aufgeteilt, sodass die resultierende Systematik von Ponder & Lindberg (1997) 
nach damaligem Kenntnisstand monophyletisch 
wurde.

## Systematik
Die Einbettung der Prosobranchia in der Systematik vor Ponder & Lindberg (1997):
- Klasse               Gastropoda – Bauchfüßer
  - Unterklasse Prosobranchia – Vorderkiemer
    - Ordnung              Archaeogastropoda – Altschnecken
    - Ordnung               Mesogastropoda – Mittelschnecken
    - Ordnung               Neogastropoda – Neuschnecken
    - Ordnung               Allogastropoda

  - Gruppe               Euthyneura       – Geradnervige